# Hyphessobrycon peugeoti
Hyphessobrycon peugeoti é um gênero de peixe, que foi descrito pela primeira vez por Ingenito, Lima e Buckup, em 2013. Hyphessobrycon peugeoti pertence ao gênero Hyphessobrycon e família dos Caracídeos.